# Grigaravičius
Grigaravičius ist ein litauischer männlicher Familienname.

## Herkunft
Der Name kommt von Grigas + '-vičius'.

## Weibliche Formen
- Grigaravičiūtė (ledig)
- Grigaravičienė (verheiratet)

## Namensträger
- Vytautas Grigaravičius (* 1957), Polizist und Politiker, Bürgermeister von Alytus und Polizeigeneralkommissar